# Schlump
Schlump är en tunnelbanestation i stadsdelen Eimsbüttel, Hamburg från 1912 som trafikeras av tunnelbanans linje U2 och U3. Stationen är en större knutpunkt för tunnelbanetrafiken och har sammanlagt 5 spår och 3 perronger. Perronger för U3 öppnade 1912 samt perrongen för linje U2 1970. I närområdet ligger Hamburgs universitet.

## Bilder

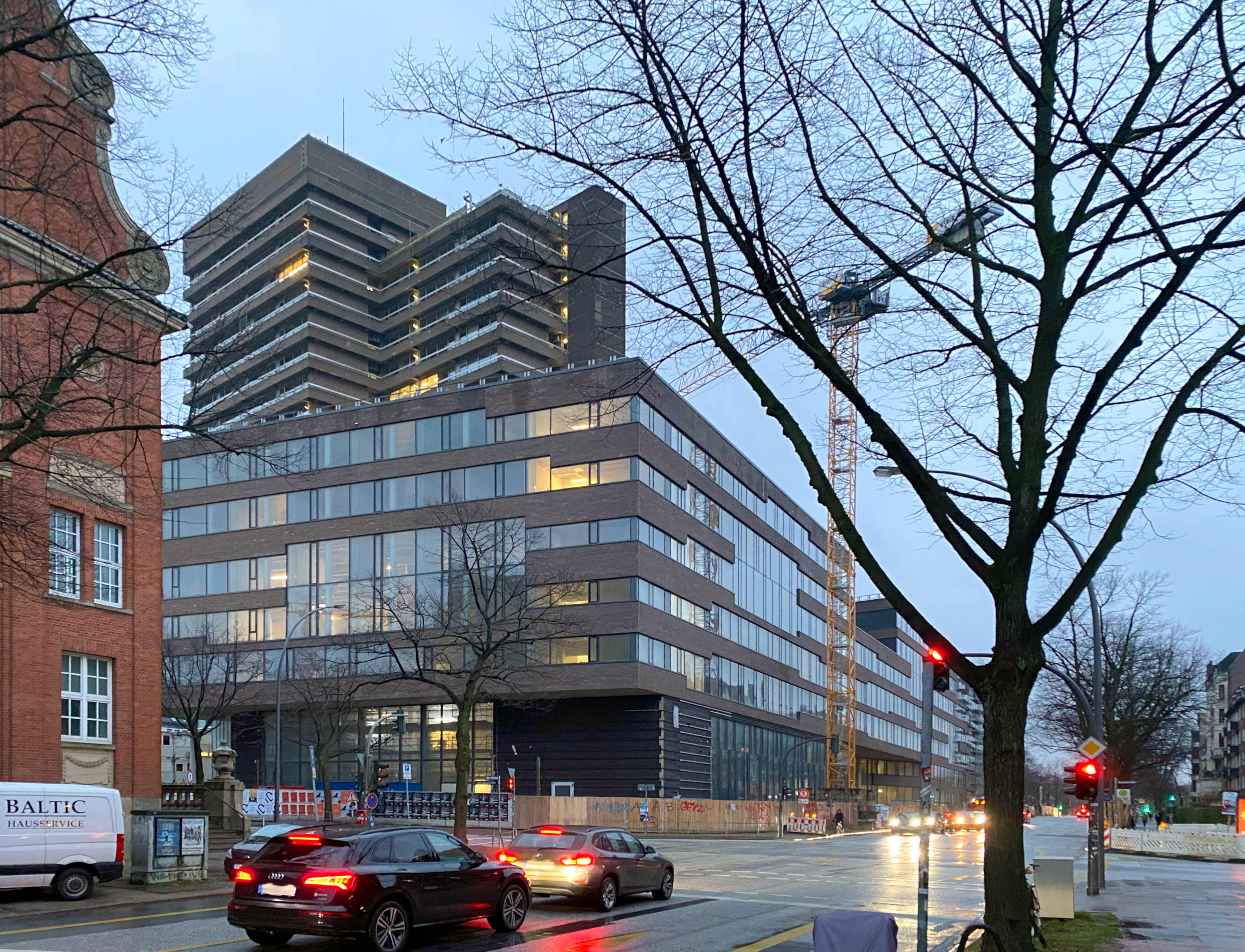
Utanför stationen
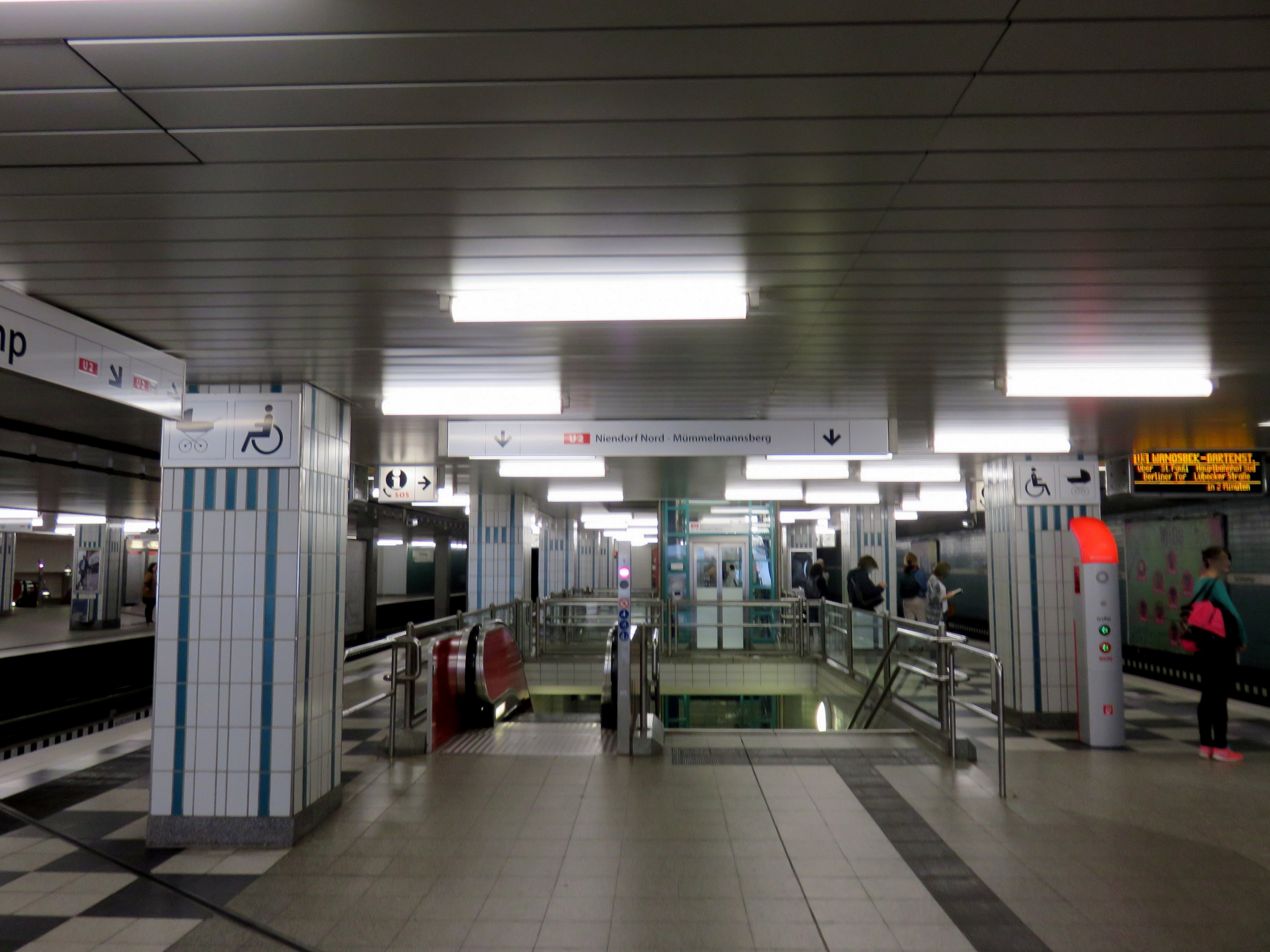
Övre plan, linje U3 med 3 spår och 2 perronger.
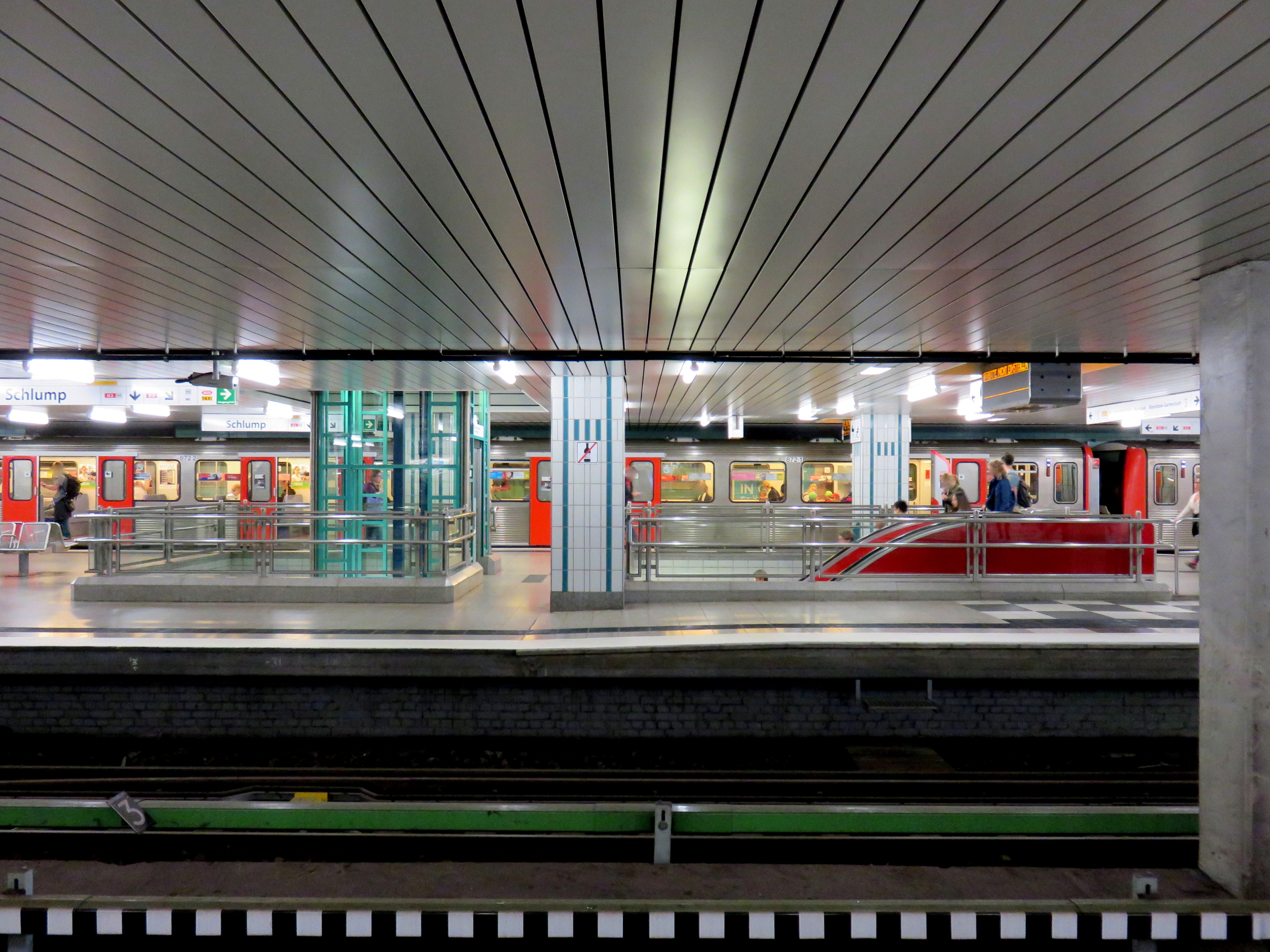
Linje U3
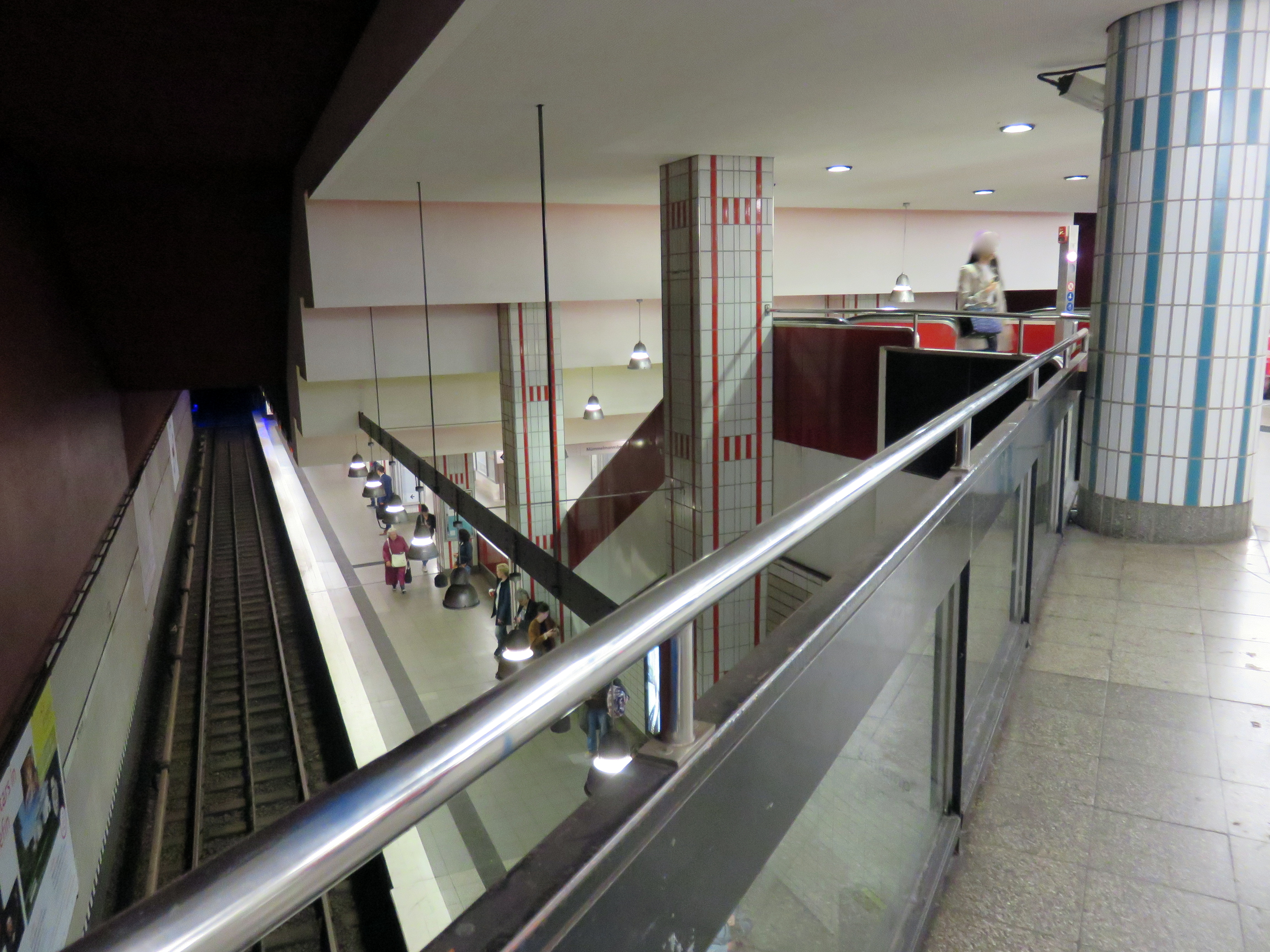
Nedre plan, sett från övre plan
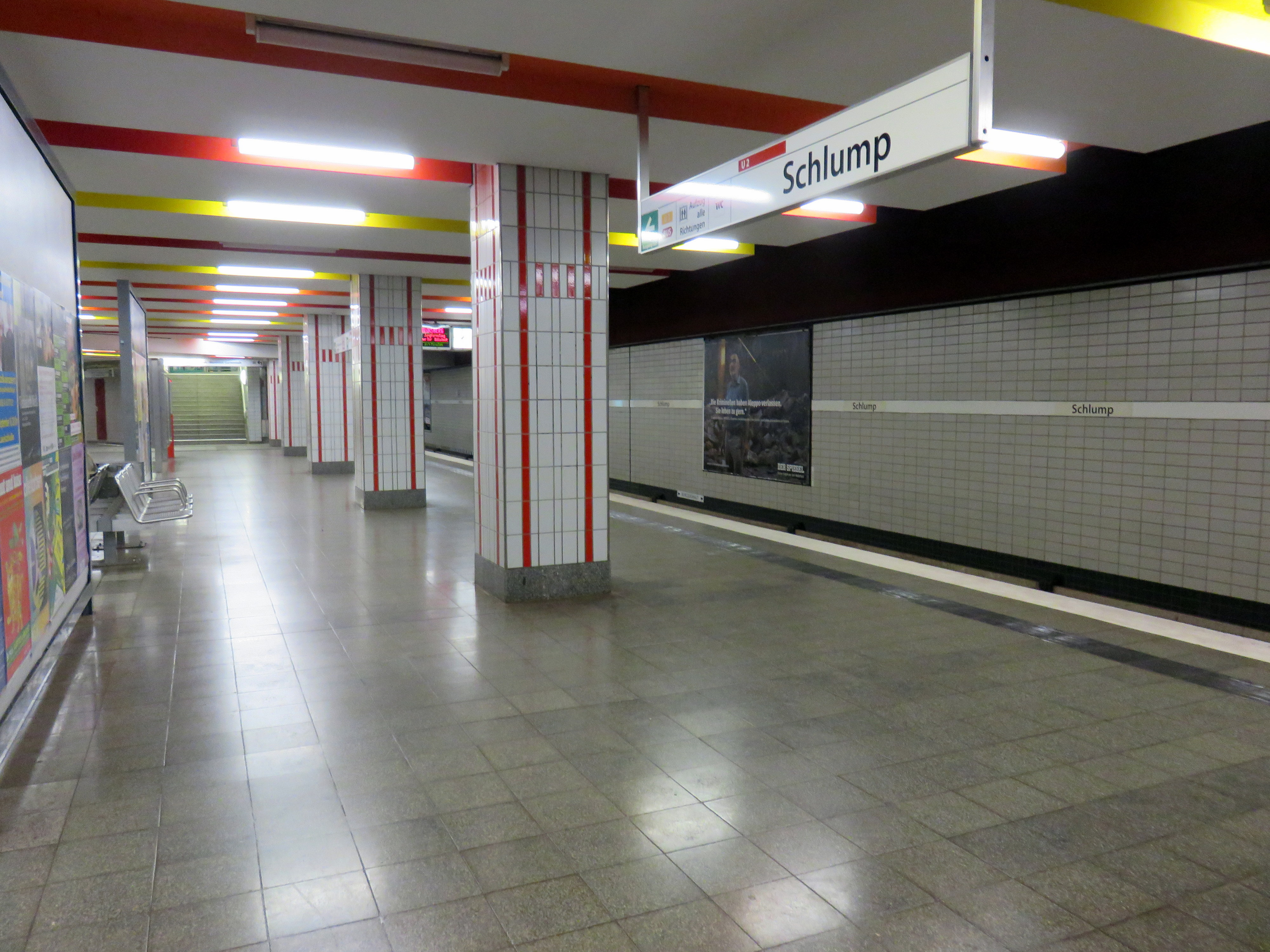
Nedre plan, linje U2 med 2 spår och 1 perrong.
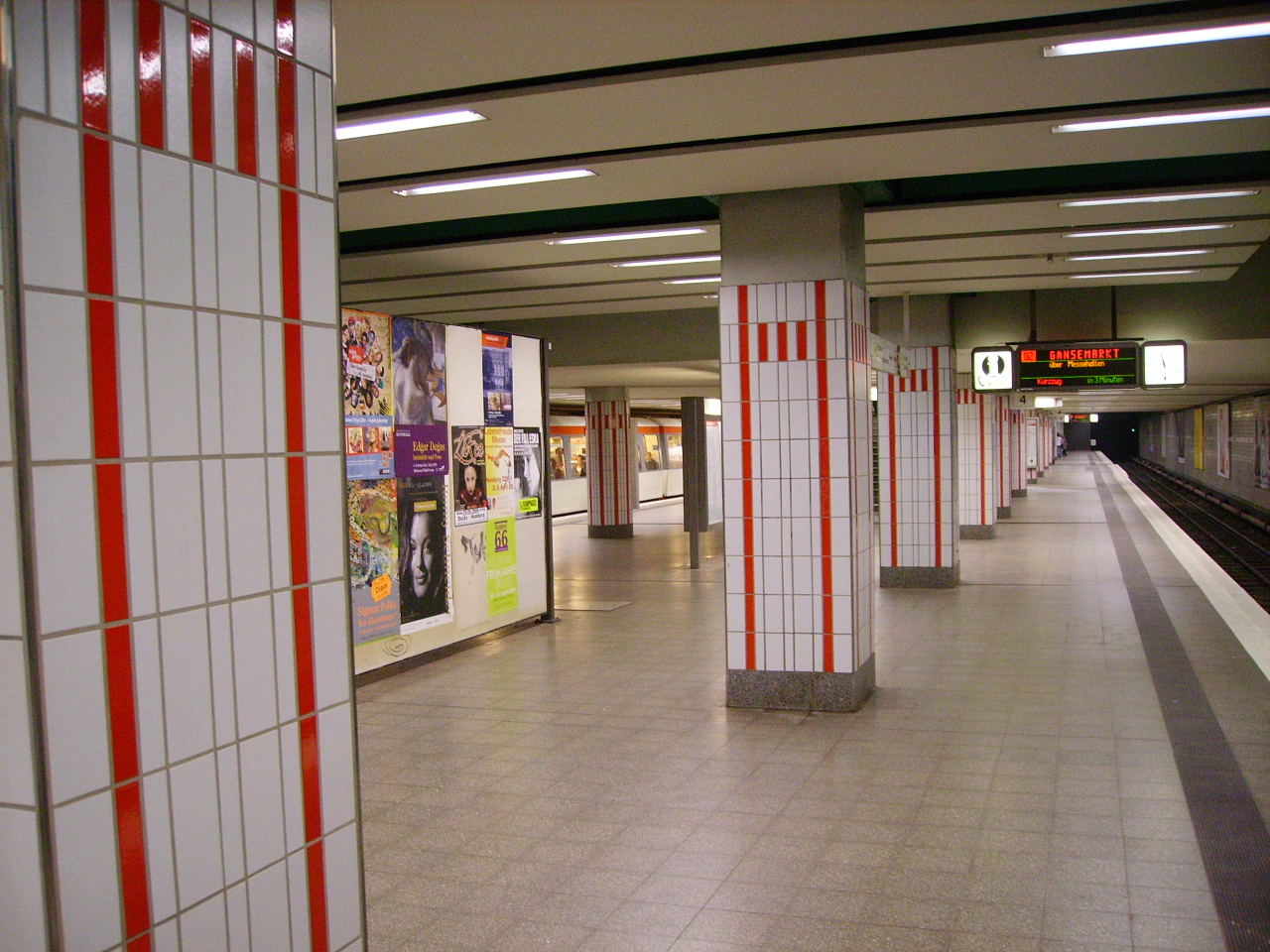
Nedre plan